# Cornelis Dopper
Cornelis Kees Dopper (født 7. februar 1870 i Stadskanaal, død 18. september 1939 i Amsterdam, Holland) var en hollandsk komponist, dirigent og lærer.
Dopper skrev i tysk romantisk stil. Han har komponeret syv symfonier, orkesterværker og en cellokoncert.

## Udvalgte værker
- Symfoni nr. 1 "Diana" (1886)  - (ballet Symfoni) - for orkester
- Symfoni nr. 2 "Skotsk" (1904) - for orkester
- Symfoni nr. 3 "Rembrandt" (1904, rev. 1905) - for orkester
- Symfoni nr. 4 "Sinfonietta" (1909) - for orkester
- Symfoni nr. 5 Sinfonia epica (1908) - for orkester
- Symfoni nr. 6 "Amsterdam" (1912) - for orkester
- Symfoni nr. 7 "Zuiderzee" (1917) - for orkester